# Дилижанс (филм, 1939)
„Дилижанс“ (на английски: Stagecoach) е американски игрален филм – уестърн, излязъл по екраните през 1939 година, режисиран от Джон Форд с участието на Джон Уейн, Клеър Тревър, Томас Мичел и Джордж Банкрофт в главните роли.

## Сюжет
В края на XIX в. Дилижансът пресича прериите, населени с племената апачи. Пътуват банкерът Гейтууд демагог и страхливец; срамежливият продавач на алкохолни напитки Паун, който всички го мислят за проповедник; Кавалерийски офицер Луси Малори, която по това време ражда дъщеря; дуелистът Хетфийлд, който се оказва благороден рицар и жертва живота си за дамата; пияница д-р Бун, който демонстрира мъжественост и човечност; проститутката Далас е лирична героиня, която копнее за нейния разрушен живот и оживява благодарение на любовта на престъпника, каубой Ринго, наречен Хлапето. Когато дилижанса е атакуван от индианци, обсадените изчерпват боеприпасите и Хетфийлд се подготвя да застреля Луси, за да я спаси от безчестие. Внезапно пристига помощ. След пристигането си в града, Ринго отмъщава за смъртта на баща си и брат си на местни гангстери, след което отива в ранчото си с Далас, освободен от добрия шериф.

## В ролите
| Актьор          | Роля                                  |
| --------------- | ------------------------------------- |
| Джон Уейн       | Хенри 'The Ringo Kit' (Ринго хлапето) |
| Клеър Тревър    | Далас                                 |
| Томас Мичел     | Док Бун                               |
| Анди Дивайн     | Бък                                   |
| Джон Карадайн   | Хетфийлд                              |
| Джордж Банкрофт | Маршал Кърли Уилкокс                  |
| Луис Плат       | Луси Малори                           |
| Доналд Мийк     | Самюъл Пийкок                         |

## Награди и Номинации
Филмът е поставен от Американския филмов институт в някои категории както следва:
- АФИ 10-те топ 10 – #9 Уестърн

- През 1995 година, филмът е избран като културно наследство за опазване в Националния филмов регистър към Библиотеката на Конгреса на САЩ.